# Академска мобилност
Академска мобилност  као врста мобилности у образовању се односи на студенте и наставнике у високом образовању који се селе у другу институцију унутар или ван своје земље да студирају или предају на ограничено време.
Академска мобилност представља саставни део модерних студија у свету. О процедури пријаве и свим осталим детаљима студенти се могу обавестити на сајтовима факултета.
Болоњски процес регулише академску мобилност унутар Европског простора високог образовања.
Мобилни студенти се обично деле у две групе: 
- Слободни покретни
- Студенти програма

Слободни покретни су студенти који путују у потпуности на сопствену иницијативу, док студенти програма користе програме размене на нивоу одељења, факултета, институције или на националном нивоу (као што су Еразмус, Нордплус или Фулбрајт ). Данас је традиционална Еразмус размена (која укључује путовања) допуњена виртуелном мобилношћу, или Виртуелним Еразмусом, у којој студенти из различитих земаља могу заједно да уче не напуштајући свој дом.

## Студенти

### Позадина
Према подацима Организације за економску сарадњу и развој, мобилност међународних студената значајно је порасла у протекле четири деценије, са 250.000 1965. на приближно 3,7 милиона у 2011. Ове статистике показују академску мобилност међународних студената који имају за циљ диплому, а не краткорочно образовање у иностранству. УНЕСКО сугерише да преко 2,7 милиона студената студира у земљи која није земља порекла. Група азијских студената је највећи саставни део свих ученика који су се уписали у иностране школе. Они чине 45 процената укупног броја међународних студената у земљама OECD-а и 52 процената укупног броја у земљама које нису чланице Организације за економску сарадњу и развој.

### Баријере
Већина мобилних студената има мноштво препрека како у животу тако и у академским активностима. На пример, Sanchez, Fornerino и Zhang  су урадили анкету међу 477 студената који су студирали у Сједињеним Државама, Француској и Кини . Ова анкета сугерише да се студенти који студирају у ове три земље суочавају са препрекама као што су
- породичне баријере,
- финансијске баријере,
- психолошке и
- друштвене баријере.[7]

Психолошке препреке се односе на аспекте као што су носталгија или страх од новог окружења, а друштвене баријере обично се односе на пријатеље и породицу. Различити ученици су различити по степену ових проблема.
За кредитне мобилне студенте наилази се на неке специфичне академске потешкоће. Анкета Klahr и Ratti  наглашава важност недостатка признавања периода у иностранству и кредитног трансфера . Осим тога, недовољно познавање академских предуслова и квалификација различитих земаља, разлике у структури академског рока, диспаритети у терминима полагања испита, све су то уобичајени проблеми кредитно мобилних студената када се баве академским активностима. Штавише, недостатак знања страних језика сматра се још једном великом баријером за већину мобилних студената, а не само за кредитне мобилне студенте.
Мобилне студенткиње имају неке посебне баријере због своје родне улоге . Мобилне студенткиње, посебно старије животне доби, приватне су одговорности везане за специфичан просторни контекст. На пример, партнерство и деца ће имати велики утицај на академску мобилност жена. Неки налази из квалитативних интервјуа са истраживачима из Бугарске и Пољске, потврдили су велики значај личних и породичних односа за академску мобилност жена, било као баријера или као подстицај.

## Истраживачи
Истраживачи су запослени на повременим привременим уговорима на неким универзитетима, што их приморава да се преселе сваке три године када се токови финансирања промене, обично у другу земљу. Историјски гледано, ово је урађено само за један истраживачки пројекат, али модерно финансирање сада посвећује много више новца за истраживање по уговору него за наставна места, тако да се већина истраживача сада суочава са читавом каријером живота на овај начин. То често доводи до распада њихових породица и пријатеља, а понекад и до проблема са менталним здрављем.
Са 57% истраживача који долазе из других земаља, Швајцарска је земља са највећим уделом страних истраживача у свету.
Канада, Аустралија, Сједињене Америчке Државе, Шведска и Уједињено Краљевство имају између 30 и 50% својих истраживача који долазе из страних земаља.
Холандија, Немачка, Данска, Белгија и Француска имају између 10 и 30% својих истраживача из иностранства. Бразил, Шпанија, Јапан, Италија и Индија имају мање од 10% својих истраживача који долазе из страних земаља.
Швајцарска и Индија су међу земљама са највећим уделом својих истраживача који одлазе да раде у другим земљама.

## Још видети
- Комбинована мобилност
- Болоњски процес
- Еразмус
- Образовање на даљину
- Виртуелна мобилност
- УНЕСКО